# Гвардейская бронетанковая дивизия
Гвардейская бронетанковая дивизия (англ. Guards Armoured Division) — элитное тактическое соединение Британской армии периода Второй мировой войны. Дивизия была создана в Соединенном Королевстве 17 июня 1941 года во время Второй мировой войны из гвардейских частей: Гренадерского, Колдстримского, Шотландского, Ирландского, Валлийского гвардейских полков и Дворцовой кавалерии.
Дивизия оставалась в Соединённом Королевстве, обучаясь, до 13 июня 1944 года, когда она высадила несколько командно-штабных бронемашин в Арроманше. Он отставал от своего передового тактического штаба в ожидании переправки основной массы бронетехники Нормандии, Франция, во время операции «Оверлорд» в составе 8-го армейского корпуса. Первым крупным сражением стала операция «Гудвуд» — атака трёх бронетанковых дивизий на Бургебюс-Ридж в попытке прорваться с плацдарма в Нормандии. За этим последовала операция «Блюкот», наступление к востоку от Кана по мере формирования Фалезского котла. Переведённая в 30-й армейский корпус, дивизия освободила Брюссель. Она возглавила наступление 30-го армейского корпуса в Голландской операции — наступление сухопутных войск на помощь воздушно-десантным войскам с целью захвата мостов до Арнема, захват моста в Неймегене совместно с американскими десантниками 82-й воздушно-десантной дивизии. Дивизия достигла Арнема, но не смогла захватить мост, потому что немецкие противотанковые орудия были укреплены на северной стороне, а британские десантники сдались или находились слишком далеко, чтобы помочь. Во время наступления в Арденнах она была отправлена в очень холодную погоду, которая заставляла танки запускать двигатели каждый час, чтобы предотвратить замерзание топлива и масла, в Маас в качестве резерва на случай, если немцы прорвут американские линии обороны; некоторые немецкие танки, прорвавшиеся были остановлены гвардейцами. Она выдержала тяжёлые бои в Маас-Рейнской операции, наступлении к Рейну через Рейхсвальд и снова в наступлении через Германию. Дивизия просуществовала до 12 июня 1945 года, более чем через два месяца после Дня Победы в Европе, когда она была реорганизована в Гвардейскую пехотную дивизию, затем, почти через ровно четыре года, снова в Гвардейскую бронетанковую дивизию.

## История
Детище генерала сэра Алана Брука, главнокомандующего внутренними войсками, Гвардейская бронетанковая дивизия под командованием генерал-майора Оливера Лиза была сформирована в мае 1941 года в результате нехватки бронетанковых войск в Англии для отражения возможного немецкого вторжения. Этому решению было противодействие, поскольку истеблишмент считал, что высокий рост гвардейцев — отобранных по росту, среди прочих критериев, как элитных солдат — сделает их плохим танковым расчётом. Первоначально дивизия состояла из двух бронетанковых бригад: 5-й и 6-й. Они состояли из трёх танковых полков с танками Covenanter V и моторизованного батальона. К этим изменениям был применён определённый уровень здравого смысла, и 1-й батальон Гренадерского гвардейского полка был назначен в качестве моторизованного батальона из-за присутствия Роты короля (King’s Company). Все эти люди были ростом не менее 6 футов (182+ см) и должны были с трудом влезать в танки. Уникально то, что Гвардейская бронетанковая дивизия также сохранила свою пехотную ротно-батальонную структуру, с танками, организованными в роты и батальоны, а не в эскадроны и полки как в прочих британских бронетанковых дивизиях.
В конце 1942 года дивизия, находившаяся в настоящее время под командованием генерал-майора Аллана Адера, была разделена в соответствии со всеми бронетанковыми дивизиями того времени, причем одна бронетанковая бригада была заменена полумоторизованной (lorried infantry) бригадой. В этот момент 6-я и 5-я гвардейские бронетанковые бригады были разделены. В этот период дивизия перевооружилась танками Crusader III, которые к 1944 году были заменены на танки Sherman V.

### Нормандия

Гвардейская бронетанковая дивизия в период 1944—1945 гг.

Гвардейская бронетанковая дивизия высадилась в Нормандии в конце июня и вскоре после этого вступила в бой в районе аэродрома Карпике (Carpiquet), где пехота 32-й гвардейской пехотной бригады вступила в бой с 12-й танковой дивизией СС «Гитлерюгенд». Однако это продолжалось всего пару недель, пока не прибыла бронетехника и дивизия не была развернута дальше на юг для участия в операции «Гудвуд».
Цель этой атаки обсуждалась много раз, но была ли это попытка прорыва или более ограниченные усилия, она привела к тому, что большая часть немецких резервов была привлечена к Кану, помогая развивать наступление в ходе операции «Кобра». Первоначально задуманная как комбинированная атака, она была заменена на танковую атаку, поскольку британская армия во Франции понесла тяжёлые потери в пехоте и изо всех сил пыталась найти замену. В результате тяжесть наступления была перенесена на одну бронетанковую дивизию, так как потерянные танки было бы легче заменить в отличие от людей.
Для этой атаки Гвардейская бронетанковая дивизия соединилась с 7-й и 11-й бронетанковыми дивизиями. Цель состояла в том, чтобы нанести удар к югу от Орнского плацдарма 18 июля. Гвардейская бронетанковая дивизия должна была наступать на юго-восток, чтобы захватить Вимон и Аржанс. До этого нападения немецкие оборонительные позиции подвергались сильным бомбардировкам со стороны Королевских ВВС (RAF). К сожалению, это оказалось менее эффективным, чем ожидалось, против окопавшихся защитников, как на юге Кана, так и в Каньи и Эмиевиле. Все три этих участка находились на пути наступления гвардейцев. Атака быстро захлебнулась, и потери стали тяжелыми: гвардейцы потеряли 60 танков из-за одной артиллерийской батареи из четырёх 88-мм зенитных орудий FlaK 18/36/37. Кроме того, группа танков «Тигр» из 503-го тяжёлого танкового батальона, подвергшаяся авианалёту, к утру достаточно оправилась, чтобы усилить сопротивление гвардейцам. Кроме того, гвардейцы были остановлены тяжёлым танковым батальоном и контратакой 12-й танковой дивизии СС «Гитлерюгенд».
В ходе боя один из Тигров был протаранен Шерманом Ирландского гвардейского полка. Во время участия в операции «Гудвуд» к востоку от Каньи лейтенант Джон Горман, командир 2-го танкового батальона, пробирался вперед на своем танке Шерман Ballyragget, когда внезапно обнаружил, что в борт его бьёт немецкий «Королевский Тигр», немецкий тяжёлый танк, которого никто ещё не видел. Горман выстрелил из 75-мм пушки, но снаряд отскочил от немецкого танка. Он не смог выстрелить снова, так как орудие «Шермана» заклинило. К этому времени танк «Тигр» уже разворачивал свое орудие к «Шерману» Гормана, поэтому он приказал своему водителю Джеймсу Брауну протаранить немецкий танк. Столкновение вывело «Тигр» из строя, и расчёту пришлось спасаться. Препроводив свой расчёт в безопасное место, лейтенант Горман реквизировал Sherman Firefly, командир которого был убит, и продолжал стрелять по танку «Тигр» из 17-фунтовой пушки «Файрфлая», пока уничтожение «Тигра» не было завершено. За эту акцию лейтенант Джон Горман был награжден Военным крестом, а его водитель Джеймс Браун был награждён Военной медалью, став первым из союзных экспедиционных сил, выбившим Тигр II. Однако немецкие данные о бое несколько отличаются. Наводчик «Тигра-2» Ганс-Йоахим Тайсен (Hans-Joachim Thaysen) утверждал, что никогда не видел «Шермана» Гормана, а вместо этого сосредоточился на стрельбе впереди него. Тайсен также сказал, что это был инцидент с дружественным огнем немецкой противотанковой пушки, которая, вероятно, пыталась стрелять в «Шерман» Гормана, который уничтожил его «Тигр II», что заставило расчёт спасаться. 75-мм пушка Pak 40 ударила Тигра II с левой стороны между гусеницей и ходовой частью. Тайсен сказал, что снаряд попал в цель и чуть не попала ему под зад.
На следующий день был достигнут достаточный прогресс, чтобы позволить гвардейцам достичь хребта Бургебус (Bourgebus Ridge) и поддержать 7-ю и 11-ю бронетанковые дивизии, однако немецкие подкрепления начали прибывать, и атака была остановлена. Бои продолжались до 20 июля, когда успехи были закреплены пехотой и наступление прекратилось. Сражение, хотя и не было успешным с оперативной точки зрения, было сражением, в котором гвардейцы оправдали себя удовлетворительно. Операция также отвлекла большую часть немецких механизированных резервов, будучи убежденными, что союзники планируют вырваться из Кана. Это сократило немецкие резервы, когда американцы начали операцию «Кобра» 25 июля 1944.
После Гудвуда Гвардейская бронетанковая дивизия была реорганизована в неофициальные боевые группы. Операция «Гудвуд» показала нежелательные последствия отсутствия поддержки пехоты танками. В результате два гренадерских батальона были сформированы в боевую группу, причем Колдстримская гвардия была присоединена к ирландским гвардейским танкам, а колдстримские гвардейские танки были разделены на две группы и использовались для поддержки ирландских и валлийских гвардейских батальонов. В этот момент подразделения не были организованы каким-либо формальным образом, а скорее так, как было удобно в то время. Эта организация не была уникальной для гвардии, 11-я бронетанковая дивизия так же адаптировала формирования для операции «Блюкот», по-видимому, по приказу генерал-лейтенанта Ричарда О’Коннора. После этой реорганизации Гвардейская бронетанковая дивизия приняла участие в операции «Блюкот».
Операция «Блюкот» была начата 30 июля 1944 в поддержку американцев, принимавших участие в операции «Кобра». Вместо того чтобы продолжать попытки прорваться через город Кан, была передислоцирована большая часть немецкой бронетехники после Гудвуда, эта атака перенацелилась обратно на Виллер-Бокаж, чтобы поддержать американцев и захватить дорожный узел в Вире и возвышенность у Мон-Пинсона. В то время как противник первоначально имел две слабые пехотные дивизии (326-ю и 276-ю), они были хорошо окопаны, подготовив минные поля и другие оборонительные сооружения. Местность была бокаж, что также замедляло скорость атаки. Первоначально гвардейцы поддерживали 11-ю бронетанковую дивизию, которая была в авангарде атаки, защищая свой фланг, однако 1 августа они сами взяли на себя обязанности авангарда корпуса, сражаясь в бокаже до 15 августа против частей 326-й и 276-й пехотных, 21-й танковой и 1-й, 9-й и 10-й танковых дивизий войск СС. Это должно было стать вызовом для гвардейцев, которые не привыкли к ближнему бою. В конце концов немцы начали сдавать свои танки по частям, и, в результате, не оказалось никакой оборонительной линии как таковой. Вместо этого общий формат сопротивления союзникам состоял из небольшой мобильной группы пехоты, поддерживаемой несколькими танками или самоходными орудиями. Снайперы и миномёты были особой проблемой в этой местности, с полевыми модификациями, добавленными к танку, чтобы попытаться уменьшить урон. Из-за трудностей с полной очисткой от противника определенного района и снабжением подразделений наступление прекратилось 4 августа 1944.
7 августа гвардейцы получили небольшой перерыв, так как немцы сосредоточили свои силы для контрнаступления против американцев в Мортене. В тот же день гвардейцам был предоставлен район обороны 11-й бронетанковой дивизии, которая была снята с этого участка фронта. Хотя на самом деле они не пытались начать крупное наступление, атаки в этом районе были ожесточенными, особенно вокруг Шендолле. Была также оказана поддержка со стороны других родов войск, причем Валлийский пехотный полк при поддержке танков «Черчилль» 6-й гвардейской бронетанковой бригады и Дворцовой кавалерии на короткое время развернулся в линию в качестве пехоты.
15 августа немцы начали отступать, но были загнаны в фалезский котёл, что позволило гвардейцам восстановиться для ремонта. «Блюкот» имел успех, и концепция объединённой боевой группы была доказана. Именно так отныне будет действовать Гвардейская бронетанковая дивизия. Дивизия понесла тяжёлые потери в ходе операции, хотя при этом у союзников было достаточно пополнения, чтобы они могли терять шесть танков на каждый уничтоженный немецкий танк. Расчёты были другим делом, однако, и следствием операции было удаление танков Crusader AA из дивизии; их расчёты были использованы для укомплектования запасных шерманов, предоставленных дивизии.
Гвардейцы не привлекались к ликвидации фалезском котла, но вместо этого получили возможность отдохнуть и перегруппироваться. 27 августа они были переведены в 30-й армейский корпус под командованием генерал-лейтенанта Брайана Хоррокса и выдвинулись на реку Сену. Из-за почти полного разгрома немецких вооружённых сил во Франции они достигли Сены и переправились через реку 29 августа. Здесь в организацию дивизии были внесены ещё некоторые изменения. Использование Танкового разведывательного полка не оказалось успешным, в то время как броневики оказались более приспособленными к этой роли, несмотря на то, что они были более привязаны к дорожной сети. Следовательно, 2-й дворцовый кавалерийский полк был официально придан в качестве официального разведывательного компонента дивизии. Это освободило танки Валлийского гвардейского полка для выполнения других обязанностей, и были сформированы формальные боевые группы. Они были гораздо более организованными, чем предыдущее специальное мероприятие, когда батальоны каждого полка были объединены в боевую группу. Гренадерская боевая группа состояла из танков 2-го батальона и мотопехоты 1-го батальона Гренадерского гвардейского полка. 1-й гренадерский батальон был особым случаем, так как они распустили половину своих противотанковых орудий, чтобы сформировать дополнительную пехоту из орудийных расчётов, чтобы дать себе рабочую силу для выполнения этой задачи. Это потребовало некоторой перестройки дивизии: гренадерские и ирландские группы сформировали 5-ю бригаду, а колдстримские и валлийские группы составили 32-ю бригаду. Пулемётную поддержку оказывали гвардейские гренадеры 5-й бригады и Королевские нортумберлендские фузилёры (Royal Northumberland Fusiliers) 32-й бригады.
Вырвавшись из Нормандии и сельская местность стала гораздо более открытой, а почва вязкой. Наступление теперь шло в основном по дороге, причем передовые части и поддержка с воздуха от Hawker Typhoon сметали большинство противников, прежде чем те могли задержать колонну. Население было благодарно за их освобождение; 2-й Дворцовый кавалерийский полк, который обычно первым входил в город, должен был внимательно следить за грузом и антеннами на внешней стороне машины, чтобы её не взяли в качестве сувенира. В одном городе только вмешательство полиции помешало снять колеса с разведывательной машины. Население голодало, так как немцы лишили его продовольствия, а благодарному населению раздавали припасы и шоколад. 3 сентября Брюссель был освобожден Гвардейской бронетанковой дивизией после быстрого марша, дивизия продвинулась на 75 миль (120 км) за один день. Однако дивизия не могла долго отдыхать, продвигаясь дальше в северо-восточную Бельгию против усиливающейся немецкой группировки. Получив поддержку от 11-й бронетанковой дивизии, гвардейцы достигли границы с Нидерландами, а ирландские гвардейцы под командованием Джо Венделера захватили «мост Джо», мост через канал Маас-Эско (Meuse-Escault), в результате внезапного нападения.

### Нидерланды и Германия
Затем Гвардейская бронетанковая дивизия была выведена из строя для подготовки к Голландской операции. Они сформировали острие атаки в Нидерландах, с Гренадерской гвардией, сумевшей захватить мост Неймеген с помощью американской 82-й воздушно-десантной дивизии. После этого они провели зиму в Нидерландах и Германии, прежде чем были переброшены в Бельгию в качестве резерва против битвы за Арденны. Пехота Валлийского гвардейского полка была также заменена 2-м батальоном Шотландского гвардейского полка из-за острой нехватки пополнений в Британской армии в то время. После этого дивизия участвовала в Маас-Рейнской операции, операции по очистке Рейхсвальдского леса. Из-за непогоды и наводнения немцами района, только пехота в конечном итоге играла активную роль. После этого буксируемые батареи Королевских артиллерийских противотанковых орудий были переоборудованы в пехотные за неимением целей. Затем дивизия поддержала наступление через Рейн, прежде чем прорваться в Германию и сражаться в направлении Нидерландов и вдоль немецкого побережья. За боевые действия в этот период дивизии были вручены два Креста Виктории; ни один из получателей не пережил войну. Это были гвардеец Эдвард Чарлтон из 2-го батальона Ирландского гвардейского полка и капитан Ян Лидделл из 5-го батальона Колдстримского гвардейского полка.
После капитуляции Германии гвардейцы были в основном задействованы в операциях по зачистке территории и выполнении оккупационных обязанностей. Небольшой отряд был использован для испытания нового универсального танка «Центурион», шесть из которых прибыли в Германию слишком поздно, чтобы быть использованными в конфликте. В конце концов дивизия была выбрана для преобразования обратно в пехотную и провела парад «прощание с бронетехникой» 9 июня 1945 года; фельдмаршал сэр Бернард Монтгомери принял последний салют.

## Состав
Хотя её бумажная организация оставалась с одной бронетанковой бригадой и одной моторизованной бригадой, после Нормандии дивизия обычно сражалась как четыре общевойсковые боевые группы, по две под каждым штабом бригады.
- Управление дивизии (батальон) (Divisional Headquarters (Battalion))
  - Батальон Королевского корпуса связи (Guards Armoured Division Signals, Royal Corps of Signals (Battalion), 18/6/41-11/6/45)
  - 2-й дворцовый кавалерийский полк (разведывательный) (2nd Household Cavalry Regiment (Armoured Reconnaissance), 15/9/41-27/2/43)
  - 2-й батальон Валлийского гвардейского полка (разведывательный) (2nd Battalion, Welsh Guards (Armoured Reconnaissance), 13/4/43-11/6/45)
  - 1-я отдельная пулемётная рота (1st Independent Machine-Gun Company, 24/3/44-11/6/45)
  - Полевой пост Королевских инженеров (Guards Armoured Division Field Post, Royal Engineers (Section))
  - 252-я передовая рота Королевского бронетанкового корпуса (снабжение танков) (256 Forward Delivery Company, Royal Armoured Corps (Tank Supply & Transport))
  - Полевой парк Королевского корпуса боеприпасов (рота)[25] (Guards Armoured Division Field Park, Royal Army Ordnance Corps (Company)[24])
  - Батальон Королевских инженеров-электриков и механиков[26] (Guards Armoured Division Royal Electrical and Mechanical Engineers (Battalion))
  - Командир Королевских инженеров-электриков и механиков (Commander REME)
  - Бронетанковая мастерская Королевских инженеров-электриков и механиков (Armoured Brigade Workshop)
  - Пехотная мастерская Королевских инженеров-электриков и механиков (Infantry Brigade Workshop)
  - Батальон Королевского армейского медицинского корпуса[27] (Guards Armoured Division Royal Army Medical Corps)
  - Полевой медпункт 128-й пехотной бригады (батальон) (128 Infantry Brigade Field Ambulance (Battalion))
  - Полевой медпункт 19-й танковой бригады (рота) (19 Armoured Brigade Light Field Ambulance (Company))
  - 8-й перевязочный пункт (рота) (8 Field Dressing Station (Company))
  - 60-я полевая гигиеническая секция (60 Field Hygiene Section)
  - Рота Корпуса военной полиции[28] (Guards Armoured Divisional Provost Company, Corps of Military Police)
- 5-я гвардейская бронетанковая бригада (5th Guards Armoured Brigade (15/9/41-11/6/45))
  - Управление бригады (рота) (5th Guards Armoured Brigade Headquarters (Company))
  - 2-й бронетанковый батальон Гренадерского гвардейского полка (2nd Armoured Battalion, Grenadier Guards)
  - 1-й бронетанковый батальон Колдстримского гвардейского полка (1st Armoured Battalion, Coldstream Guards)
  - 2-й бронетанковый батальон Ирландского гвардейского полка (2nd Armoured Battalion, Irish Guards)
  - 1-й моторизованный батальон Гренадерского гвардейского полка (1st Motor Battalion, Grenadier Guards)
- 6-я гвардейская бронетанковая бригада (6th Guards Armoured Brigade (15/9/41-2/1/43))
  - Управление бригады (рота) (6th Guards Armoured Brigade Headquarters (Company))
  - 4-й бронетанковый батальон Гренадерского гвардейского полка (4th Armoured Battalion, Grenadier Guards, 15/9/41-14/1/43 | 2/2/45-16/6/45)
  - 4-й бронетанковый батальон Колдстримского гвардейского полка (4th Armoured Battalion, Coldstream Guards, 2/2/45-16/6/45)
  - 3-й бронетанковый батальон Шотландского гвардейского полка (3rd Armoured Battalion, Scots Guards, 15/9/41-14/1/43 | 2/2/45-16/6/45)
  - 2-й бронетанковый батальон Ирландского гвардейского полка (2nd Armoured Battalion, Welsh Guards, 15/9/41-14/1/43)
  - 4-й моторизованный батальон Колдстримского гвардейского полка (4th Motor Battalion, Coldstream Guards, 15/9/41-14/1/43)
- 32-я гвардейская пехотная бригада (32nd Guards Infantry Brigade (11/7/44-2/10/44 | 7/10/44-13/2/45 | 30/5/42-)
  - Управление бригады (рота) (32nd Guards Infantry Brigade Headquarters (Company))
  - Взвод наземной обороны (Ground Defence Platoon)
  - 5-й батальон Гренадерского гвардейского полка (5th Battalion, Grenadier Guards, 1/10/41-4/6/42)
  - 5-й батальон Колдстримского гвардейского полка (5th Battalion, Coldstream Guards, 1/10/41-31/8/45)
  - 2-й батальон Шотландского гвардейского полка (2nd Battalion, Scots Guards, 20/2/45-31/8/45)
  - 4-й батальон Шотландского гвардейского полка (4th Battalion, Scots Guards, 1/10/41-5/9/43)
  - 3-й батальон Ирландского гвардейского полка (3rd Battalion, Irish Guards, 5/9/43-21/2/45 | 29/5/45-31/8/45)
  - 1-й батальон Валлийского гвардейского полка (1st Battalion, Welsh Guards, 4/6/42-22/3/45)
  - 2-й батальон Валлийского гвардейского полка (разведывательный) (2nd Battalion, Welsh Guards, 20/6/45-31/8/45)
  - Группа обеспечения 32-й бригады (Нортумберлендские фузилёры) (32nd Guards Infantry Brigade Support Group (Northumberland Fusiliers), 18/9/43-12/3/44)
- Гвардейская группа обеспечения (Guards Support Group (15/9/41-31/5/42))
  - Батарея управления (Guards Support Group Headquarters Battery)
  - 1-й батальон Валлийского гвардейского полка (1st Battalion, Welsh Guards (Mechanised), 15/9/41-31/5/42)
  - 153-й (лестерширский йоменский) полк Королевской артиллерии (153rd (Leicestershire Yeomanry) Field Regiment, Royal Artillery, 10/10/41-31/5/42)
  - 21-й противотанковый полк Королевской артиллерии (21st Anti-Tank Regiment, Royal Artillery, 10/10/41-31/5/42)
  - 94-й лёгкий зенитный полк Королевской артиллерии (94th Light Anti-Aircraft Regiment, Royal Artillery, 10/10/41-31/5/42)
- Командование Королевской артиллерии (Commander, Royal Artillery)
  - Управление дивизионной артиллерии (рота) (Headquarters Guards Armoured Divisional Artillery (Company))
  - 55-й (уэссекский) полк Королевской артиллерии (55th (Wessex) Field Regiment, Royal Artillery, 8/6/42-11/6/45)
  - 153-й (лестерширский йоменский) полк Королевской артиллерии (153rd (Leicestershire Yeomanry) Field Regiment, Royal Artillery, 8/6/42-11/6/45)
  - 21-й противотанковый полк Королевской артиллерии (21st Anti-Tank Regiment, Royal Artillery, 1/6/42-29/5/45)
  - 75-й противотанковый полк Королевской артиллерии (75th Anti-Tank Regiment, Royal Artillery, 1/6/45-11/6/45)
  - 94-й лёгкий зенитный полк Королевской артиллерии (94th Light Anti-Aircraft Regiment, Royal Artillery, 1/6/42-11/6/45)
- Командование Королевских инженеров (Commander, Royal Engineers)
  - 14-й эскадрон Королевских инженеров (14 Field Squadron, Royal Engineers, 4/8/41-11/6/45)
  - 15-й эскадрон Королевских инженеров (15 Field Squadron, Royal Engineers, 4/8/41-28/2/43)
  - 615-й эскадрон Королевских инженеров (615 Field Squadron, Royal Engineers, 1/3/43-11/6/45)
  - 148-й парковый эскадрон Королевских инженеров (148 Field Park Squadron, Royal Engineers, 4/8/41-11/6/45)
  - 11-й мостовой взвод Королевских инженеров (11 Bridging Troop, Royal Engineers, 1/10/43-11/6/45)
- Командование Королевского армейского корпуса тылового обеспечения[29] (Commander, Royal Army Service Corps[28])
  - Управление (рота) (CRASC Headquarters (Company))
  - 310-я моторизованная транспортная рота Королевского армейского корпуса тылового обеспечения (310 Armoured Brigade Motor Transport Company, Royal Army Service Corps)
  - 224-я моторизованная транспортная рота Королевского армейского корпуса тылового обеспечения (224 Infantry Brigade Motor Transport Company, Royal Army Service Corps)
  - 535-я моторизованная транспортная рота Королевского армейского корпуса тылового обеспечения (535 Divisional Troops Motor Transport Company, Royal Army Service Corps)
  - 648-я моторизованная транспортная рота Королевского армейского корпуса тылового обеспечения (648 General Motor Transport Company, Royal Army Service Corps)[30]

## Вышестоящие объединения
- Управление военного министерства 17 июня — 14 сентября 1941 года
- Южное командование 15 сентября 1941 года — 17 марта 1943 года
- 8-й армейский корпус 17 марта 1943 — 19 июня 1944 года
- 12-й армейский корпус 19—27 июня 1944 года
- 2-я армия 27 июня — 4 июля 1944 года
- 12-й армейский корпус 4—13 июля 1944 года
- 8-й армейский корпус 13—23 июля 1944 года
- 2-й канадский армейский корпус 24—30 июля 1944 года
- 8-й армейский корпус 30 июля — 28 августа 1944 года
- 30-й армейский корпус 28 августа-12 декабря 1944 года
- 12-й армейский корпус 13—20 декабря 1944 года
- 30-й армейский корпус 20 декабря 1944 — 17 января 1945 года
- 1-я канадская армия 18—20 Января 1945 года
- 30-й армейский корпус 21 января — 7 марта 1945 года
- 2-й канадский армейский корпус 8—9 марта 1945 года
- 30-й армейский корпус 10 марта — 15 апреля 1945 года
- 12-й армейский корпус 16—27 апреля 1945 года
- 30-й армейский корпус 28 апреля — 11 июня 1945 года[3]